# Kateřina Macháčková
Kateřina Macháčková, née le 30 novembre 1949 à Prague, est une actrice tchécoslovaque puis tchèque.
Elle est la fille de l'acteur et réalisateur Miroslav Macháček et de la chanteuse d'opéra Věra Štiborová.

## Biographie
Diplômée de la Divadelní fakulta Akademie múzických umění v Praze (DAMU) en 1972, Kateřina Macháčková commence à travailler au Théâtre SK Neumann de Prague (aujourd'hui Divadlo pod Palmovkou (cs)). Parallèlement à son activité d'actrice, elle se consacre également à la littérature et enseigne le théâtre au Conservatoire de Prague[réf. souhaitée].
De son premier mariage avec Petr Svojtka, elle a un fils, Petr Svojtka Jr., et de son second mariage avec Ivan Zmatlík, elle a une fille, Helena, dont la grand-mère est l'illustratrice Helena Zmatlíková.

## Filmographie

### Télévision
- 1975 : Rusalka : Rusalka
- 1978 : Ve znamení Merkura
- 1980 : Scapinova šibalství
- 1981 : Netopýr (Rosalinda v operetě)
- 1982 : Dynastie Nováků (cs), série télévisée
- 1984 : Rozpaky kuchaře Svatopluka (cs), série télévisée
- 1986 : Pan Pickwick : Emilka
- 1988 : Cirkus Humberto, série télévisée
- 1990 : Jehlice sluneční paní
- 1995 : Život na zámku, série télévisée

### Cinéma
- 1967 : Bylo čtvrt a bude půl : Jirina
- 1970 : Svatá hříšnice
- 1970 : Žižkův meč
- 1974 : Poslední ples na rožnovské plovárně
- 1975 : Osvobození Prahy
- 1976 : Plavení hříbat
- 1982 : Vinobraní
- 1983 : Únos Moravanky
- 1983 : Katapult
- 1984 : Komediant
- 1989 : Dva lidi v zoo
- 1990 : Motýlí čas
- 1991 : Danger pleine lune, film de Břetislav Pojar